# 오선
5선(五禪) 또는 5선정(五禪定)은 특히 상좌부의 교의와 아비담마 그리고 수행에서 사용하는 용어로, 색계의 5가지 선정인 초선 · 제2선 · 제3선 · 제4선 · 제5선을 통칭하는 낱말이다.
- 초선 一 일으킨 생각[尋] · 지속적 고찰[伺] · 희열[喜] · 행복[樂] · 집중[心一境性]이 함께하는 선정
- 제2선 一 지속적 고찰[伺] · 희열[喜] · 행복[樂] · 집중[心一境性]이 함께하는 선정
- 제3선 一 희열[喜] · 행복[樂] · 집중[心一境性]이 함께하는 선정
- 제4선 一 행복[樂] · 집중[心一境性]이 함께하는 선정
- 제5선 一 평온[捨] · 집중[心一境性]이 함께하는 선정

북방불교의 경장과 남방불교의 경장 모두에서 초선 · 제2선 · 제3선 · 제4선의 4선의 체계가 설해지고 있고 또한 북방불교의 논장 즉 아비달마에서도 4선의 체계를 설하고 있음에 비해, 남방불교 상좌부의 논장 즉 아비담마에서는 5선의 체계를 설하고 있고 상좌부의 수행은 5선의 체계를 따르고 있다.
상좌부에서 5선 체계를 채택한 이유는 경장에서 4선 즉 4가지 삼매와는 별도로 설하는, 심(尋, 대강의 생각, 일으킨 생각)과 사(伺, 자세한 생각, 지속적 고찰)의 마음작용이 관련된, 유심유사삼마지 · 무심유사삼마지 · 무심무사삼마지의 3가지 삼매를 통합하여 구성되는 5선 체계의 실제적인 가치를 중시하였기 때문이다. 즉, 4선과 3삼매를 따로 따로 설하지 않고 5선 하나만을 설하고 또한 이에 따라 수행 체계를 정립하는 것이 편리성과 실제성에서 매우 유용하다고 보았으며 또 이렇게 하는 것이 경장의 본뜻과 다름이 없다고 보았기 때문이다.
4선 체계와 5선 체계의 차이는 유심유사삼마지에 해당하는 '4선의 초선'과  무심무사삼마지에 해당하는 '4선의 제2선' 사이에  무심유사삼마지를 넣은 것에 있다. 즉, 4선 체계와 5선 체계는 다음 표에서처럼 매치된다.
| 4선 체계                              | 5선 체계    | 심사(尋伺) 분별                                                               | 9지(九地) 분별         |
| ------------------------------------- | ----------- | ----------------------------------------------------------------------------- | ---------------------- |
| 4선의 초선                            | 5선의 초선  | 유심유사삼마지(有尋有伺三摩地) = 유각유관삼매(有覺有觀三昧)                   | 이생희락지(離生喜樂地) |
| 4선의 초선과 제2선 사이에 있는 중간정 | 5선의 제2선 | 무심유사삼마지(無尋唯伺三摩地 = 無尋有伺三摩地 ) = 무각유관삼매(無覺有觀三昧) | 이생희락지(離生喜樂地) |
| 4선의 제2선                           | 5선의 제3선 | 무심무사삼마지(無尋無伺三摩地 ) = 무각무관삼매(無覺無觀三昧)                  | 정생희락지(定生喜樂地) |
| 4선의 제3선                           | 5선의 제4선 | 무심무사삼마지(無尋無伺三摩地 ) = 무각무관삼매(無覺無觀三昧)                  | 이희묘락지(離喜妙樂地) |
| 4선의 제4선                           | 5선의 제5선 | 무심무사삼마지(無尋無伺三摩地 ) = 무각무관삼매(無覺無觀三昧)                  | 사념청정지(捨念淸淨地) |

## 같이 보기
- 89가지 마음
- 121가지 마음
- 색계 마음
- 색계 유익한 마음